# Regione di Mbeya
La regione di Mbeya è una regione della Tanzania. Ha come capoluogo Mbeya. È una regione prevalentemente rurale.

## Distretti
La regione è divisa amministrativamente in 9 distretti:
- Chunya
- Ileje
- Kyela
- Mbarali
- Mbeya rurale
- Mbeya urbano
- Mbozi
- Momba
- Rungwe